# Criterii de convergență
În matematică, criteriile de convengență se folosesc pentru determinarea naturii unei serii (convergentă sau divergentă), cunoscând natura unei alte serii și testând anumite relații între termenii celor două serii.
- Primul criteriu de comparație;
- Al doilea criteriu de comparație;
- Al treilea criteriu de comparație;
- Criteriul radicalului (Cauchy);
- Criteriul raportului (D'Alembert);
- Criteriul Raabe-Duhamel;
- Criteriul Kummer;
- Criteriul de condensare (Cauchy);
- Criteriul integral (Maclaurin-Cauchy);
- Criteriul lui Gauss;
- Criteriul seriilor alternate (Leibniz);
- Criteriul seriilor absolut convergente și semiconvergente;
- Criteriul general al lui Cauchy;
- Criteriul lui Abel-Drichlet;
- Criteriul lui Dirichlet.